# Sintaksa
Nazivom sintaksa (od starogrčkog συν- syn-, „zajedno”, i τάξις táxis, „uređivanje”; od grč. sýntaksis: slaganje u red, uređivanje ≃ sin- + táksis: red) u jezikoslovlju se označuje dio gramatike u kojem se proučavaju pravila koja upravljaju ustrojem rečenica te određuju njihovu relativnu gramatikalnost. Sam se naziv sintaksa može također rabiti za naslovljavanje tih istih pravila, kao u, primjerice, složenici „sintaksa jezika” (u starijoj hrvatskoj gramatičkoj literaturi za sintaksu se katkada rabio naziv „skladnja”). Suvremena istraživanja sintakse pokušavaju opisati jezike pomoću takvih pravila i, za mnoge stručnjake, pronaći općenita pravila primjenjiva na sve jezike. Budući da polje sintakse pokušava opisati gramatičke prosudbe, ne ih pružiti, ne bavi se lingvističkom preskripcijom.
Iako sve teorije sintakse uzimaju ljudske jezike kao predmet proučavanja, postoje značajne razlike u izgledu. Chomskyjevci vide sintaksu kao granu psihologije, s obzirom na to da je shvaćaju kao proučavanje lingvističkog znanja. Drugi (npr. Gerald Gazdar) uzimaju više platonističko gledište, shvaćajući sintaksu kao proučavanje apstraktnog formalnog sustava.